# Karangmojo (Klego)
Karangmojo is een bestuurslaag in het regentschap Boyolali van de provincie Midden-Java, Indonesië. Karangmojo telt 3642 inwoners (volkstelling 2010).